# Franz Josef Niedenzu
Franz Josef Niedenzu, född 29 november 1857 i Köppernig, Oberschlesien, död 30 september 1937 i Braunsberg, Ostpreussen, var en tysk botaniker.
Niedenzu började sin bana som assistent vid botaniska trädgården i Breslau 1888 och i Berlin 1889–92 och blev därpå professor och lärare vid Lyceum Hosianum i Braunsberg, där han även grundlade en botanisk trädgård. Han gjorde sig bemärkt som monograf inom Malpighiaceae och bearbetade denna jämte ett dussin andra växtfamiljer, däribland myrtenväxter, i Adolf Englers och Carl Prantls "Die natürlichen Pflanzenfamilien".
Auktorsnamnet Nied. kan användas för Franz Josef Niedenzu i samband med ett vetenskapligt namn inom botaniken; se Wikipediaartiklar som länkar till auktorsnamnet.